# Duboisia santeng
Duboisia santeng — вимерла антилопоподібна тварина, яка була ендеміком Індонезії під час плейстоцену. Duboisia вимерла під час іонічного періоду плейстоцену, приблизно 750 000 років тому. Duboisia santeng вперше було описано голландським палеоантропологом і геологом Еженом Дюбуа в 1891 році.
Найбільш близький вид до сучасної нільгайської антилопи (Boselaphus tragocamelus) і чотирирогої антилопи (Tetracerus quadricornis). Antilope modjokertensis є молодшим синонімом Duboisia santeng.

## Опис
Це була антилопа малого чи середнього розміру, з оцінками маси тіла від 32 кг до 84 кг із середнім значенням 54 кг. Обидві статі мали субтрикутні біля основи роги довжиною від 6 до 9 см.

## Середовище
Duboisia santeng була лісовою твариною, яка віддавала перевагу лісу з щільним пологом. Дослідження зуба цього виду показало, що це був браузер, який переважно харчувався листям, а іноді і твердішою рослинністю. Середовище проживання коливалося від помірно до дуже вологих лісів.
Duboisia santeng є частиною тринільської фауни Яви. Він поділив своє середовище проживання з Bos palaesondaicus, індійським мунтжаком (Muntiacus muntjak), Bubalus palaeokerabau і Stegodon trigonocephalus. Хижаками тринільської фауни були тринільський тигр (Panthera tigris trinilensis) або тринільський собака Mececyon trinilensis, які могли полювати на Duboisia santeng.